# 제9회 제천국제음악영화제
제9회 제천국제음악영화제는 2013년 8월 14일에 열린 시상식이다.

## 수상 및 후보

### 대상
- 드럼의 마왕 진저 베이커 - 제이 벌거 수상

### 심사위원 특별상
- 미스 블루 진 - 마티 키누넨 수상

### 심사위원 특별언급
- 나는 록 스타가 아니야 - 바비 조 크랄스 수상

### 세계 음악영화의 흐름
- 팀 버클리에게 바침 - 다니엘 엘그란트
- 미스 블루 진 - 마티 키누넨
- 열정 소나타 - 크리스티안 랍하르트
- 나는 록 스타가 아니야 - 바비 조 하트
- 블랙가스펠 - 히즈엠티 선교회
- 드럼의 마왕 진저 베이커 - 제이 벌거
- 엄마에게 바치는 노래 - 리암 런슨
- 솔로 - 길예르모 로카모라
- 메르세데스 소사: 남미의 목소리 - 로드리고 빌라

### 주제와 변주
- 글래스토피아 - 줄리엔 템플
- 우드스탁의 추억 - 바바라 코플
- 로스킬레 페스티벌 - 울릭 비벨
- 글래스톤베리 - 줄리엔 템플
- 락 앤 러브 - 데이빗 맥킨지

### 영화음악 회고전
- 금지옥엽 - 진가신
- 첨밀밀 - 진가신
- 퍼햅스 러브 - 진가신

### 시네마 콘서트
- 안전불감증 - 프레드 C. 뉴마이어 외 1명
- 키드 브라더 - 테드 와일드

### 제천 영화 음악상 특별전
- 지구를 지켜라! - 장준환
- 태극기 휘날리며 - 강제규
- 7번방의 선물 - 이환경

### 시네 심포니: 장편
- 전생 - 아리엘 브로이트만
- 돈 스탑! - 리차르트 레리챠
- 마지막 랩소디 - 기용교시 벤체
- 투게더 - 호르헤 루이스 산체스
- 노르웨이의 아들 - 옌스 리엔
- 스타 80 - 토머스 랭맨 외 1명
- 아드리아 블루스 - 밀로슬라브 만디치
- 미셸 - 그레고리 만느 외 1명
- 행크 윌리엄스의 마지막 여행 - 해리 토마슨
- 로미오와 줄리엣: 사랑의 노래 - 팀 반 다멘
- 사랑 신의 눈물 - 왕잉취엔
- 록커 - 마리안 크리산

### 시네 심포니: 단편
- 블랙 메탈 - 캣 캔들러
- 피아노 워크 13 - 줄리앙 마토렐
- 날개 - 호세 비야로보스
- 아버지와 아들 - 샤오양
- 올드 보이즈 - 샤오양
- 환상의 순간 - 디에고 모디노
- 푸가 - 후안 안토니오 에스피갸레스
- 기타리스트 존존깁슨 - 제이쿱 젝코
- 연금술사 - 토마스 스텔마흐 외 1명
- 미녀와 비트 - 얀 르 퀠렉
- 세계의 소음 - 코크 리오보
- F5 - 티모페이 자닌
- 봄 - 제롬 불베
- 베티 블루스 - 레미 반데니트
- 마르게리타 - 알레산드로 그란데

### 뮤직 인 사이트: 장편
- 바비 베어 주니어의 음악 - 윌리엄 밀러
- 폴리스와 함께 한 나날들 - 앤디 그리브 외 1명
- 제작자 조지 마틴 - 프란시스 헨리
- 시규어 로스: 발타리 - 존 카메론 미첼
- 마르타 아르헤리치와 세 딸들 - 스테파니 아르헤리치
- 라베크 자매의 길 - 펠릭스 카베즈
- 크로스파이어 허리케인 - 브렛 모겐
- 힙합과 L.A. 폭동 - 마크 포드
- 토니 베넷의 참선 - 문은주
- 폴 사이먼, 그레이스랜드 그 이후 - 조 벨링거
- 카르수 - 메르세데스 스탈런휘프
- 터닝 - 찰스 아틀라스 외 1명
- 프레디 머큐리, 가려진 삶 - 라이스 토머스

### 뮤직 인 사이트: 중편
- 핑크 플로이드 심포니 - 세르지오 자우린
- 할머니는 작곡가 - 오리 욘손 외 2명
- 사람들에게 힘을 - 하칸 리드보
- 실험음악에 관한 단상 - 루이 페르난데스

### 뮤직 인 사이트: 단편
- 로큰롤 사진가들 - 스티븐 코숀스
- 마리아, 칼라스 - 리이아 테르키
- 마켓 심포니 - 히메나 프리에토 사르미엔토 외 1명
- 닥터 버켓맨 - 카를로스 카르카스
- 어떤 재즈 기타리스트 - 마크 컬럼버스
- 노마드 - 모하마드 하나피
- 사운드 탐구자 - 수잔나 디네프스키
- 힙합을 찾아서 - 이스라 엘 코갈리
- KRS ONE: 브룩클린에서 브롱크스까지 - 제이콥 셰어 외 3명

### 한국 음악영화의 오늘: 장편
- 문글로우 - 장해랑
- 우리동네오케스트라 - 함동국
- 뜨거운 안녕 - 남택수
- 전국노래자랑 - 이종필

### 한국 음악영화의 오늘: 단편
- The Journey - 임왕태
- 더 재즈 쿼텟 - 유대얼
- 바람의 자유 - 우성하
- 서커스: 워치마이쇼 - 양효주
- 누가 만들었을까? - 강경태
- 허창열씨 오구굿 - 강지원

### 패밀리 페스트: 장편
- 엄마는 인터넷 스타 - 마크 램프렐
- 산 안드레우 재즈 밴드 이야기 - 라몬 토르트
- 구스타보 두다멜 - 알베르토 아벨로

### 패밀리 페스트: 단편
- 남몰래 흐르는 눈물 - 카를로 호겔
- 나는 톰 무디 - 에인슬리 헨더슨
- 벤타의 목소리 - 마르진 프랑크
- 말 이상의 것 - 안드레아 지아코미니
- 위기의 플로이드 - 알버트 후프트 외 1명
- 침묵의 음악 - 챠트라 베라만 외 1명